# Метрополен град Столица Рим
Метрополен град Столица Рим (на италиански: Città metropolitana di Roma Capitale) е метрополен град на регион Лацио, Централна Италия. От 1 януари 2015 г. е наследник на Провинция Рим. Това е постановено чрез Закон №56 от 7 април 2014 г. (Закон Делрио), който определя 10-те метрополни града в регионите с обикновен статут, чиито територии съвпадат с тези на предходните провинции.
Към 1 януари 2023 г. е с най-голямо население в Италия, включвайки в себе си и столицата Рим, вторият по площ и третият по брой общини от 14-те метрополни града на Италия след Метрополен град Торино. Площта му е 5363,28 км², а населението 4 227 059 души, от които 511 332 чужди граждани, включително и 4932 български.
Включва 121 общини и негов административен център е град Рим – столицата на Италия.
Има следните телефонни кодове: 06, 0761, 0765, 0766 и 0774. Пощенските кодове варират от 00118 до 00199 за общините на Рим, и от 00010 до 00069 за другите общини.

## География

### Разположение
Простира се на почти 1/3 от територията на регион Лацио. Заема равнинната площ на Агро Романо (земеделски район около Рим) и долините на реките Тибър и Аниене, достигайки до планинските вериги Монти Сабини, Монти Лукретили, Монти Руфи, Монти Афилани и Монти Симбруини, към които се добавят районите на Монти дела Толфа и Монти Сабатини на северозапад, районът на Монти Тибуртини, Монти Пренестини, районът на Коли Албани и северните подножия на Монти Лепини и Горната долина на Сако на югоизток. Западната граница на Метрополния град е Тиренско море, на което се е простира римското крайбрежие от Чивитавекия до Торе Астура (кула в Нетуно) в продължение на около 130 км.
Метрополният град граничи на север с Провинция Витербо, на североизток с Провинция Риети, на изток с провинциите Акуила и Фрозиноне, на югоизток с Провинция Латина и на запад и на юг с Тиренско море.

### Орография
Орографията на Метрополния град Столица Рим е съставена от три основни планински системи:
- Срещуапенинската група на Монти дела Толфа (Monti della Tolfa) и Монти Сабатини (Monti Sabatini) – на северозапад, на границата с провинция Витербо;
- Подапенините на Лацио (Subappenino laziale) с Монти Лукретили (Monti Lucretili), Монти Тибуртини (Monti Tiburtini), Монти Пренестини (Monti Prenestini), Монти Руфи (Monti Ruffi), Монти Афиани (Monti Affilani) и Монти Сибруини (Monti Simbruini) – на изток, на границата с провинциите Риети и Акуила;
- Коли Албани и северната част на Монти Лепини (Monti Lepini) – на югоизток, на границата с провинциите Латина и Фрозиноне.

Най-високият връх на Метрополния град се намира на планините Симбруини – връх Ауторе (Monte Autore) (1855 м) във Валепиетра. Други важни върхове се намират на планините Лукретили – връх Пелекия (Monte Pellecchia) (1368 м), на планините Афилиани – връх Пианезе (Monte del Pianese) (1332 м), на планините Руфи – връх Костасоле (Monte Costasole) (1253 м), на планините Лукретили – връх Дженаро (Monte Gennaro) (1271 м), на планините Пренестини – връх Гуаданьоло (Monte Guadagnolo) (1218 м) и на планините Лепини – връх Семпервиза (Monte Sempervisa) (1536 м). Освен гореспоменатите планински групи трябва да се споменат планината Сорате (Monte Soratte) и планините Корниколани (Monti Cornicolani), които съставляват т. нар. „Тибертински хребет“ (Dorsale Tiberina) – карбонатен хребет, датиращ от Средния неозой.

### Хидрография

#### Реки
Основната река на Метрополния град е Тибър. Към Метрополния град принадлежат хидрографските басейни на средния и на долния курс на реката – от Понцано Романо до нейното устие.
Втората по важност река е Аниене, която се влива в Тибър край Рим. Тече почти изцяло на територията на Метрополния град.
Други малки реки, чиито басейни са изцяло или частично в рамките на Метрополния град, са:
- Миньоне (Mignone), отчасти маркира границата с Провинция Витербо
- Ароне (Arrone), водоотводен канал на езерото Брачано, тече изцяло в Метрополния град
- Фарфа (Farfa), приток на Тибър, тече частично в Метрополния град
- Инкастро (Incastro), водоотводен канал на езерото Неми, влива се в Тиренско море близо до Ардеа
- Сако (Sacco), приток на Лири
- Лоричина (Loricina), влива се в Тиренско море при Нетуно
- Астура (Astura), влива се в Тиренско море при Торе Астура; маркира границата на брега с Провинция Латина.

#### Езера
На територията на Метрополния град има няколко езера, почти всички с вулканичен произход, които са концентрирани в северозападната част на планините Сабатини на югоизток от масива Коли Албани.
В Метрополния град Столица Рим са разположени три от петте основни езера на Лацио:
- Езерото Брачано, разположено в северозападната част на Сабатинския вулкан (Vulcano Sabatino); на първо място в Метрополния град по площ (57,5 км²) и на второ място в регион Лацио; с вулканичен произход. Принадлежи към Регионалния природен парк на езерото Брачано - Мартиняно – туристически местност, на чиито брегове са центровете Тревиняно Романо (на север), Брачано (на запад) и Ангуилара Сабация (на юг).
- Езерото Албано, разположено в югоизточната част на вулкана на Лацио (Vulcano Laziale); с вулканичен произход. Това е най-дълбокото вулканично езеро в Италия с неговите 170 м, които произхождат от обединението на два кратера. Къпе центрове на Кастел Гандолфо и Албано Лазиале
- Езерото Неми, второто езеро на вулкана на Лацио, отделено от езерото Албано чрез Монте Каво. Заема площ от 1,67  км² и къпе Неми.

Други, по-малки езера са:
- Езерото Джулианело (Lago di Giulianello) или езеро Ла Торе (Lago La Torre), принадлежащо към района на вулкана на Лацио; с площ от 0,12  км² е третото езеро на Албанските хълмове. Принадлежи на община Артена от времето на кардинал Сципион Боргезе, някогашен господар на града.
- Лагустели (Lagustelli) – два езерни комплекса от карстов произход, разположени недалеч от Персиле, в планините Лукретили.
- Езерото Мартиняно (Lago di Martignano) – басейн с вулканичен произход, разположено недалеч от езерото Брачано; принадлежащо към Регионалния природен парк на езерото Брачано - Мартиняно; включено е в общините Рим, Кампаняно ди Рома и Ангуилара Сабация.

#### Морета
Метрополният град Рим е докоснат на запад от Тиренско море. Бреговата линия е около 133  км и е включена в 11 от 121-те общини, разположени между Чивитавекия и Торе Астура, близо до Нетуно и недалеч от устието на река Астурa, която маркира границата с Провинция Латина.
Брегът има ниска и пясъчна структура с изключение единствено на Капо Линаро в Санта Маринела, изграден от скали. Друга негова характеристика е цветът на пясъка, който варира от кехлибарените брегове на южната зона, на Санта Севера (подселище на Санта Маринела), Санта Маринела и Чивитавекия, до по-тъмните багри, често срещани между Палидоро (подселище на Фиумичино) и Марина ди Черветери.
Морето на Метрополния град Рим е посещавано преди всичко от жителите на Рим и на съседните райони, и е многократно награждавано от Фондацията за екологично образование (Foundation for Environmental Education) със Син флаг: Анцио за плажовете, Нетуно, Чивитавекия и Лидо ди Остия за пристанищата. Характеризира се с множество кули и укрепления, които се извисяват над цялото крайбрежие: най-известните са Замъкът на Санта Севера (Castello di Santa Severa) в Санта Севера (подселище на Санта Маринела), Замъкът на Пало (Castello di Palo) в Ладисполи, Тор Сан Лоренцо (Tor San Lorenzo) в Ардеа, Торе Астура (Torre Astura) и Форт Сангало (Forte Sangallo) в Нетуно.

### Природни зони
- Регионален парк на Апия антика (Parco regionale dell'Appia antica)
- Регионален природен парк на Брачано-Мартиняно (Parco naturale regionale di Bracciano-Martignano)
- Регионален природен парк на Монти Лукретили (Parco regionale naturale dei Monti Lucretili)
- Регионален природен парк на Монти Симбруини (Parco naturale regionale Monti Simbruini)
- Регионален природен парк на Вейо (Parco regionale di Veio)
- Регионален природен парк на Кастели Романи (Parco regionale dei Castelli Romani)
- Регионален градски парк на Агуцано (Parco regionale urbano di Aguzzano)
- Регионален градски парк на Пинето (Parco regionale urbano del Pineto)
- Природно-археологически парк на Инвиолата (Parco naturale-archeologico dell'Inviolata)
- Държавен природен резерват на Римския бряг (Riserva naturale statale Litorale Romano)
- Президентско имение на Кастелпорциано (Tenuta presidenziale di Castelporziano)
- Природен резерват Дечима-Малафеде (Riserva naturale di Decima-Malafede)
- Природен резерват на Инсугерата (Riserva naturale dell'Insugherata)
- Природен резерват Лаурентино-Акуа Ачетоза (Riserva naturale Laurentino-Acqua Acetosa)
- Природен резерват на Макия ди Гатачека и Макия дел Барко (Riserva naturale della Macchia di Gattaceca e Macchia del Barco)
- Природен резерват Макиатонда (Riserva naturale di Macchiatonda)
- Природен резерват на Марчиляна (Riserva naturale della Marcigliana)
- Природен резерват на Монте Катило (Riserva naturale di Monte Catillo)
- Природен резерват на Монте Марио (Riserva naturale di Monte Mario)
- Регионален природен резерват Монтерано (Riserva naturale regionale Monterano)
- Природен резерват на Монте Сорате (Riserva naturale del Monte Soratte)
- Природен резерват на Номентум (Riserva naturale di Nomentum)
- Природен резерват на Имение Масими (Riserva naturale della Tenuta dei Massimi)
- Природен резерват на Имение Акуафреда (Riserva naturale della Tenuta di Acquafredda)
- Природен резерват на Ницано, Тибър-Фарва (Riserva naturale di Nazzano, Tevere-Farfa)
- Регионален природен резерват Тор Калдара (Riserva naturale regionale Tor Caldara)
- Природен резерват на Долината на Казали (Riserva naturale della Valle dei Casali)
- Природен резерват на Долината на Аниене (Riserva naturale Valle dell'Aniene)
- Природен провинциален резерват „Вила Боргезе“ (Riserva naturale provinciale Villa Borghese)
- Морски резерват на Секе ди Тор Патерно (Area naturale marina protetta Secche di Tor Paterno)
- Природен паметник „Калдара ди Манциана“ (Monumento naturale Caldara di Manziana)
- Градски парк „Пинета ди Кастел Фузано“ (Parco urbano Pineta di Castel Fusano)
- Природен паметник „Палуде ди Торе Флавия“ (Monumento naturale Palude di Torre Flavia)
- Природен паметник „Вале деле Канучете“ (Monumento naturale Valle delle Cannuccete)
- Оазис „Кастел ди Гуидо“ (Oasi Castel di Guido)
- Природен паметник „Парко дела челулоза“ (Monumento naturale Parco della Cellulosa)
- Природен паметник „Имение Мацалупето - Куарто дели ебреи“ (Monumento naturale Tenuta di Mazzalupetto - Quarto degli Ebrei)
- Природен паметник „Галерия антика“ (Monumento naturale di Galeria Antica)
- Ревервати на Лацио (Aree naturali protette del Lazio) – заемат ок. 11% от територията.

### Климат
Климатът варира значително в различните райони според морфологичните характеристики на територията:
- Средиземноморски климат в крайбрежната ивица на запад
- Континентален климат, който отслабва във вътрешните райони на изток.

Температурите намаляват от запад на изток, докато стойностите на валежите се увеличават, преминавайки от около 700 mm/год. в крайбрежната зона до около 1500 mm/год. в района на планините Сабини и Симбруини.

## История

### 1831 – 1869
Метрополен град Столица Рим е наследник на Провинция Рим, родена на 5 юли 1831 г. с едикта на папа Григорий XVI „Административна уредба на провинциите и на общинските съвети“ (Ordinamento amministrativo delle provincie e de’ consigli comunitativi). Разделяйки Папската държава на Представителства (нунции), едиктът създава отделен териториален и административен район, включващ „крайградските места, принадлежащи към столицата“ с името Comarca di Roma (Римски окръг). Неговите първоначални функции са изграждането и поддържането на пътищата на земеделската област Агро Романо и на самия окръг, разходите за пенсиите на бившите земеделски пазачи, за казармата на карабинерите, за казармите на френските войски (в периода 1849 – 1866), както и пълното или частично поддържане на болниците и на други обществени учреждения след реформата на папската администрация от страна на папа Пий IX (Motu proprio от 12 септември 1849 г. и последващи регламенти).

### 1870 – 1952
След като Рим е анексиран към Италианската държава с Кралски указ n. 5928 от 15 октомври 1870 г., Закон n. 2248 от 20 март 1865 г. относно Административното обединение на Кралството е разширен и до „Римските провинции“. Кралският указ n. 5929 от 1870 г. постановява, че територията на римските провинции е обединена в една единствена провинция – тази на Рим, разделена на 5 области: Рим, Витербо, Фрозиноне, Велети и Чивитавекия. Така се ражда най-голямата провинция на Италия, чиято територия съвпада приблизително с целия регион Лацио. Нейните органи са Провинциалнят съвет (от 60 съветника) и Представителството (от 14 членове). Тя трябва да осигурява рутинната поддръжка на провинциалните пътища и изграждането на нови. Впоследствие тя е отговорна и за управлението на психиатриите и сиропиталищата, закупуването на учебни материали и управлението на учебните сгради.
През годините на фашистката диктатура Провинциалният съвет на Рим е разпуснат с Кралски указ от 3 май 1923 г. До 1929 г. Римската провинция се управлява от Извънредна комисия, отговаряща за временното управление. Кралският законодателен указ n. 1 от 2 януари 1927 г. преначертава територията на Лацио, която е разделена на провинциите Рим, Витербо, Риети и Фрозиноне (провинция Литория, по-късно Латина, е създадена с Кралски законодателен декрет n. 1682 от 4 октомври 1934 г.).
След Първата световна война се увеличават значително компетенциите на провинцията по отношение на здравеопазването: създадени са Провинциалният антитуберкулозен консорциум и Провинциалният антималариен консорциум, консолидиран е Провинциалният медицински институт. От октомври 1930 г. до лятото на 1943 г. функционира Провинциалният ректорат в Рим, състоящ се от декан, заместник-декан и осем ректори, номинирани от директора.
По време на Втората световна война провинцията претърпява големи ограничения на икономическите ѝ ресурси.

### 1952 – 2014
От края на Втората световна война до първите демократични административни избори през 1952 г., които връщат Провинциалния съвет на Рим, съставен от 45 членове, провинцията се управлява от Извънредна комисия.
В нач. на 1970-те г., със създаването на регион Лацио, който съсредоточава доста компетенции върху себе си, ограничавайки частично ролята на местния териториален орган, провинция Рим претърпява криза на идентичността.
През 1990-те г. благодарение на Законите на Басанини (Leggi Bessanini), в допълнение към вече съществуващите пълномощия на провинциите са дадени и нови, и им е отредена централна роля в координирането на инстанциите относно защитата и подобряването на водните и енергийните ресурси, професионалното обучение, заетостта, трафика и транспорта, опазването на околната среда, образованието и социалните услуги, културното наследство, организацията на рециклирането на отпадъци и координацията на дейностите в икономическия, търговския и туристическия сектор.
Функциите на провинциите са събрани в Законодателен указ n. 267 от 18 август 2000 г. – „Консолидиран закон за организацията на местните власти“ (Decreto Legislativo 18 agosto 2000, n. 267, Testo Unico delle leggi sull’ordinamento degli enti locali).
Реформата на дял V от Италианската конституция благодарение на Конституционен закон n. 3 от 18 октомври 2001 г. с новия чл. 114 установява за първи път Метрополните градове като териториални деления на огромна държавна територия, притежаващи свои или делегирани административни функции. Създаването им обаче се осъществява със Законодателен декрет n. 95 от 6 юли 2012 г., който в чл. 18 съдържа спешни разпоредби за ревизия на публичните разходи. Допълнителни разпоредби има в Закон n. 56 от 7 април 2014 г.

### 2015 – 2020
От 1 януари 2015 г. Провинция Рим е преобразувана в Метрополен град Столица Рим и приема свой устав, одобрен с Резолюция n. 1 на Метрополната конференция от 22 декември 2014 г. Чл. 1, пар. 5 от Устава гласи: „Столичният град, запознат с отговорностите, произтичащи от чл. 114 от Конституцията, признава изключителните традиции и историко-политически особености на столицата на Италия, място за среща между различни култури, религии и народ, и център на християнството, град сред заслужилите на националното Рисоржименто, и награден със „Златен медал за военна доблест, град Рим 1849-1949 г. за чудната епопея от 1849 г.", както и с Медал за военна доблест за Освободителната борба.
Столичната територия съвпада с тази на общините, които са били част от Провинция Рим, вкл. общините, вече принадлежащи към Столицата Рим. Той приема изпълняваните функции и ресурсите на Провинция Рим в допълнение към другите функции, и съответните ресурси, необходими за тяхното изпълнение, предвидени в действащото законодателство, в съответствие с принципите на субсидиарност, диференциация и адекватност, заложени в дял V от Конституцията.

## Културни забележителности

### Религиозни паметници
Броят на църквите в Метрополния град е огромен. Към август 2020 г. Римската епархия включва:
- Четири папски базилики: „Св. Петър отвъд стените“ (San Paolo fuori le Mura), „Св. Петър във Ватикана“ (San Pietro in Vaticano), „Св. Мария Велика“ (Santa Maria Maggiore) и „Пресв. Спасител и Св. св. Йоан Кръстител и Йоан Евангелист при Латеран“ (Santissimo Salvatore e Santi Giovanni Battista ed Evangelista in Laterano)
- 61 други базилики
- 342 енорийски църкви
- 117 прилежащи църкви
- 33 национални църкви, управлявани от различните общности на страните, където живеят католици
- 21 регионални църкви, управлявани от общности от различни региони на Италия
- 171 ректорски църкви (църкви на светски институти, църковни и мирянски събори, параклиси и светилища, неиздигнати до енории, и семинарни църкви)
- 12 католически църкви с източен обред
- 300 енорийски църкви на крайградски епархии.

Църквите на Рим и на Метрополния град имат историческо, археологическо, художествено или религиозно значение, и сред тях се открояват:
| Общини                 | Църкви, светилища и ораториуми |
| ---------------------- | --- |
| Афиле                  | Енорийска църква „Св. Фелицитà“ (Chiesa Parrocchiale di Santa Felicità)                                                                  |
| Албано Лациале         | Катедрална базилика „Св. Панкраций“ (Basilica Cattedrale di San Pancrazio)                                                               |
| Албано Лациале         | Светилище на Св. Мария на ротондата (Santuario di Santa Maria della Rotonda)                                                             |
| Арича                  | Колегиална църква „Успение Богородично“ (Collegiata di Santa Maria Assunta)                                                              |
| Капена                 | Църква „Св. Архангел Михаил“ (Chiesa di San Michele Arcangelo)                                                                           |
| Кастел Гандолфо        | Колегиална папска църква „Св. Тома от Виланова“ (Collegiata Pontificia di San Tommaso da Villanova)                                      |
| Черето Лациале         | Църква „Св. Себастиян“ (Chiesa di San Sebastiano)                                                                                        |
| Черето Лациале         | Църква „Успение Богородично“ (Chiesa di Santa Maria Assunta)                                                                             |
| Черветери              | Църква „Св. Мария Велика“ (Chiesa di Santa Maria Maggiore)                                                                               |
| Черветери              | Църква на Непорочната Мадона на вощениците (Chiesa della Madonna Immacolata di Ceri)                                                     |
| Колеферо               | Църква „Св. Барбара“ (Chiesa di Santa Barbara)                                                                                           |
| Фиано Романо           | Църква „Св. Мария при моста“ (Chiesa di Santa Maria ad Pontem)                                                                           |
| Фраскати               | Църква на Иисус (Chiesa del Gesù) |
| Фраскати               | Катедрална базилика „Св. Петър“ (Basilica Cattedrale di San Pietro)                                                                      |
| Дженцано ди Рома       | Колегиална църква „Пресвета Троица“ (Collegiata della Santissima Trinità)                                                                |
| Гротаферата            | Църква на Абатството „Св. Мария на Гротаферата“ (Chiesa Abbaziale di Santa Maria di Grottaferrata)                                       |
| Ланувио                | Колегиална църква „Св. Мария Велика“ (Collegiata di Santa Maria Maggiore)                                                                |
| Марчелина              | Светилище на Мадоната на милосърдието (Santuario della Madonna delle Grazie)                                                             |
| Марино                 | Базилика „Св. Варнава“ (Basilica di San Barnaba)                                                                                         |
|                        | Бивша църква „Св. Лусия“ (Ex chiesa di S. Lucia)                                                                                         |
| Ментана                | Църква „Св. Николай“ (Chiesa di San Nicola)                                                                                              |
| Монте Компатри         | Енорийска църква „Успение Богородично“ (Chiesa di Santa Maria Assunta)                                                                   |
| Неми                   | Светилище на Пресв. разпятие (Santuario del Santissimo Crocifisso)                                                                       |
| Нетуно                 | Светилище на Нашата господарка на милосърдието и на Св. Мария Горети (Santuario di Nostra Signora delle Grazie e di Santa Maria Goretti) |
| Рока ди Папа           | Енорийска църква „Успение Богородично“ (Chiesa Parrocchiale di Santa Maria Assunta)                                                      |
| Рока ди Папа           | Манастир на Св. Мария при Нивес на Палаоцоло (Convento di Santa Maria ad Nives di Palazzolo)                                             |
| Рим                    | Базилика „Св. Йоан при Латеран“ (Basilica di San Giovanni in Laterano)                                                                   |
| Рим                    | Базилика „Св. Августин при Кампо Марцио“ (Basilica di Sant'Agostino in Campo Marzio)                                                     |
| Рим                    | Базилика „Св. Павел отвъд стените“ (Basilica di San Paolo fuori le mura)                                                                 |
| Рим                    | Базилика „Св. Мария Велика“ (Basilica di Santa Maria Maggiore)                                                                           |
| Рим                    | Базилика „Св. Лаврентий отвъд стените“ (Basilica di San Lorenzo fuori le mura)                                                           |
| Рим                    | Базилика „Св. Йерусалимски кръст“ (Basilica di Santa Croce in Gerusalemme)                                                               |
| Рим                    | Базилика „Св. Себастиян отвъд стените“ (Basilica di San Sebastiano fuori le mura)                                                        |
| Рим                    | Базилика „Св. Петър в окови“ (Basilica di San Pietro in Vincoli)                                                                         |
| Рим                    | Базилика „Св. Климент при Латеран“ (Basilica di San Clemente al Laterano)                                                                |
| Рим                    | Базилика „Св. Мария при Космедин“ (Basilica di Santa Maria in Cosmedin)                                                                  |
| Рим                    | Базилика „Св. Пракседа“ (Basilica di Santa Prassede)                                                                                     |
| Рим                    | Църква „Св. Георги при Велабър“ (Chiesa di San Giorgio in Velabro)                                                                       |
| Рим                    | Базилика „Св. Мария при Трастевере“ (Basilica di Santa Maria in Trastevere)                                                              |
| Рим                    | Базилика на Четиримата короновани светци (Basilica dei Santi Quattro Coronati)                                                           |
| Рим                    | Базилика „Св. Мария над Минерва“ (Basilica di Santa Maria sopra Minerva)                                                                 |
| Рим                    | Базилика „Св. Мария народна“ (Basilica di Santa Maria del Popolo)                                                                        |
| Рим                    | Базилика „Св. Мария на ангелите“ (Basilica di Santa Maria degli Angeli)                                                                  |
| Рим                    | Църква „Св. Луи Френски“ (Chiesa di San Luigi dei Francesi)                                                                              |
| Рим                    | Църква на Иисус (Chiesa del Gesù) |
| Рим                    | Църква „Св. Игнатий Лойола при Кампо Марцио“ (Chiesa di Sant'Ignazio di Loyola in Campo Marzio)                                          |
| Рим                    | Нова църква (Chiesa Nuova) |
| Рим                    | Базилика „Св. Андрей на долината“ (Basilica di Sant'Andrea della Valle)                                                                  |
| Рим                    | Църква „Св. Агнес при Агоне“ (Chiesa di Sant'Agnese in Agone)                                                                            |
| Рим                    | Църква „Св. Карл при четирите фонтана“ (Chiesa di San Carlo alle Quattro Fontane)                                                        |
| Рим                    | Църква „Св. Андрей при Куиринале“ (Chiesa di Sant'Andrea al Quirinale)                                                                   |
| Рим                    | Църква „Св. Иво при Сапиенца“ Chiesa di Sant'Ivo alla Sapienza)                                                                          |
| Рим                    | Църква „Велика Божия майка“ (Chiesa della Grande Madre di Dio)                                                                           |
| Рим                    | Църква „Бог Отец на милосърдието“ (Chiesa di Dio Padre Misericordioso)                                                                   |
| Рим                    | Светилище на Мадоната на Божията любов (Santuario della Madonna del Divino Amore)                                                        |
| Рим                    | Абатство на трите фонтана (Abbazia delle Tre Fontane)                                                                                    |
| Сан Поло дей Кавалиери | Църква „Св. Либерата“ (Chiesa di Santa Liberata)                                                                                         |
| Субиако                | Бенедиктински манастир „Св. Схоластика“ (Monastero benedettino di Santa Scolastica)                                                      |
|                        | Бенедиктински манастир „Св. Бенедикт“ (Monastero benedittino di San Benedetto)                                                           |
| Велетри                | Катедрална базилика „Св. Климент“ (Basilica Cattedrale di San Clemente)                                                                  |
| Велетри                | Църква „Св. Мария на Тривий“ (Chiesa di Santa Maria del Trivio)                                                                          |
| Виковаро               | Църква „Св. Мария на милосърдието“ (Chiesa di Santa Maria delle Grazie)                                                                  |

### Палати и вили
Най-известните са:
| Общини           | Паметници                                        |
| ---------------- | ------------------------------------------------ |
| Арича            | Палацо Киджи (Palazzo Chigi)                     |
| Дженцано ди Рома | Палацо Сфорца Чезарини (Palazzo Sforza Cesarini) |
| Фраскати         | Вила Алдобрандини (Villa Aldobrandini)           |
| Tivoli           | Вила Адриана (Villa Adriana)                     |
| Tivoli           | Вила д'Есте (Villa d'Este)                       |
| Tivoli           | Вила Грегориана (Villa Gregoriana)               |

## Ръководни органи

### Метрополен кмет
Метрополният кмет (Sindaco Metropolitano) е законен представител на Метрополен град Столица Рим и по право е кмет на главния град Рим. Той свиква и председателства Метрополния съвет и Метрополната конференция, контролира работата на службите и изпълнението на актове; упражнява другите функции, дадени му от Устава.
От 22 юни 2016 г. кмет на Метрополен град Столица Рим е Вирджиния Раджи (Virginia Raggi) – представителка на Движение „5 звезди“.

### Метрополен съвет
Метрополният съвет (Consiglio Metropolitano) е органът за управление и контрол, предлага Устава и измененията му на Метрополната конференция, одобрява регламентите, плановете и програмите; одобрява или приема всеки друг акт, представен му от Метрополния кмет; упражнява другите функции, дадени му от Устава.

### Метрополна конференция
Метрополната конференция (Conferenza Metropolitana) приема или отхвърля Устава и неговите изменения, предложени от Метрополния съвет с гласове, представляващи най-малко 1/3 от общините, включени в Метрополния град, и по-голямата част от цялото население.

## Население и административно деление
Метрополен град Столица Рим е най-голямата „провинция“ в Италия по население.
|     | Община              | Население | Български граждани |
| --- | ------------------- | --------- | ------------------ |
| 1.  | Рим                 | 2 755 309 | 1748               |
| 2.  | Гуидония Монтечелио | 89 263    | 37                 |
| 3.  | Фиумичино           | 81 606    | 241                |
| 4.  | Помеция             | 64 199    | 74                 |
| 5.  | Анцио               | 59 250    | 526                |
| 6.  | Тиволи              | 55 020    | 22                 |
| 7.  | Велетри             | 52 655    | 19                 |
| 8.  | Чивитавекия         | 51 722    | 22                 |
| 9.  | Ардеа               | 49 719    | 351                |
| 10. | Нетуно              | 48 392    | 580                |
| 11. | Марино              | 46 414    | 40                 |
| 12. | Монтеротондо        | 41 081    | 12                 |
| 13. | Албано Лациале      | 39 788    | 17                 |
| 14. | Ладисполи           | 40 761    | 120                |
| 15. | Чампино             | 38 720    | 35                 |
| 16. | Черветери           | 37 937    | 94                 |
| 17. | Фонте Нуова         | 32 750    | 11                 |

### Административно деление
Към 1 януари 2023 г. Метрополен град Столица Рим включва следните 121 общини:
- Рим – с най-голямо население и площ
- Агоста
- Албано Лациале
- Алумиере
- Ангуилара Сабация
- Антиколи Корадо
- Анцио
- Арчинацо Романо
- Ардеа
- Арича
- Арсоли
- Артена
- Афиле
- Белегра
- Брачано
- Валепиетра – най-рядко населена
- Валинфреда
- Валмонтоне
- Велетри
- Виваро Романо – с най-малко жители
- Виковаро
- Гавиняно
- Галикано нел Лацио
- Горга
- Гротаферата
- Гуидония Монтечелио
- Дженацано
- Дженцано ди Рома
- Джерано
- Дзагароло
- Йене
- Каве
- Казапе
- Камерата Нуова
- Кампаняно ди Рома
- Канале Монтерано
- Кантерано
- Капена
- Капраника Пренестина
- Карпинето Романо
- Кастел Гандолфо
- Кастел Мадама
- Кастел Сан Пиетро Романо
- Кастелнуово ди Порто
- Колеферо
- Колона – с най-малка площ
- Лабико
- Ладисполи
- Ланувио
- Лариано
- Личенца
- Маляно Романо
- Мандела
- Манциана
- Марано Екуо
- Марино
- Марчелина
- Мацано Романо
- Ментана
- Монте Компатри
- Монте Порцио Катоне
- Монтеланико
- Монтелибрети
- Монтеротондо
- Монтефлавио
- Монторио Романо
- Мориконе
- Морлупо
- Нацано
- Неми
- Нерола
- Нетуно
- Олевано Романо
- Палестрина
- Паломбара Сабина
- Перчиле
- Пизониано
- Поли
- Помеция
- Понцано Романо
- Риано
- Риняно Фламинио
- Риофредо
- Рока ди Каве
- Рока ди Папа
- Рока Кантерано
- Рока Приора
- Рока Санто Стефано
- Рокаджовине
- Рояте
- Ровиано
- Сакрофано
- Самбучи
- Сан Вито Романо
- Сан Грегорио да Сасола
- Сан Поло дей Кавалиери
- Сан Чезарео
- Сант'Анджело Романо
- Сант'Оресте
- Санта Маринела
- Сарачинеско
- Сени
- Субиако
- Тиволи
- Толфа
- Торита Тиберина
- Тревиняно Романо
- Фиано Романо
- Филачано
- Фиумичино – с най-ниска надм. височина
- Фонте Нуова
- Формело
- Фраскати
- Чампино – най-гъсто населена
- Червара ди Рома – с най-голяма надм. височина
- Черветери
- Черето Лациале
- Чивитавекия
- Чивитела Сан Паоло
- Чинето Романо
- Чичилиано

## Транспорт и инфраструктура

### Железопътен транспорт
Първият железопътен възел на Метрополния град Столица Рим е гара Рома Термини, от която се разклоняват основните линии, не само регионални, но и национални.
От тук минават не само високоскоростните линии за Торино, Милано, Венеция, Флоренция и Неапол, но и железопътната линия за летището Леонардо да Винчи от Фиумичино и регионалните линии към Анкона, Генуа и Пескара.
Други важни гари в столицата са гарите Рома Тибуртина и Рома Остиенсе, през която минават главните линии на регионалните железопътни линии на Лацио и железопътната линия към римското подселище Лидо ди Остия.
От гара Рома Сан Пиетро, недалеч от базиликата „Св. Петър“ във Ватикана, тръгват линиите за Пиза, Витербо и Ватикана.

### Пътища

#### Автомагистрали (A)
- Автомагистрала А1, т. нар. „Автомагистрала на слънцето“ (Autostrada del Sole): основната италианска пътна инфраструктура, която свързва Милано с Неапол и минава през територията на Рим по около 80 км между Понцано Романо и Колеферо. Към тях се добавят 40-те км разклонения, които свързват Големия пръстеновиден съединител (Grande Raccordo Anulare) със съединителите на Фиано Романо и Сан Чезарео.
- Автомагистрала А12, т. нар. „Светлосиня автомагистрала“ (Autostrada Azzurra): върви по северния бряг на Лацио, превръщайки се в алтернатива на Междуградския път SS n1 Via Aurelia. Първоначално замислена да достигне до Генуа, от която се разклоняват магистралите към Милано и Франция, нейната крайна точка е Тарквиния.
- Автомагистрала А24, т. нар. „Автомагистрала на парковете“ (Autostrada dei Parchi): главна връзка между Рим и столицата на Абруцо Акуила, както и Терамо. След градския участък А24 се движи на изток, докосвайки Тиволи, Кастел Мадама, Виковаро и Мандела, като след това стига до границата с регион Абруцо точно преди зоната на обслужване Civita, на 46-и км.
- Голям пръстеновиден съединител, Гранде Ракордо Ануларе (Grande Raccordo Anulare) на Рим: заобикаля столицата в продължение на 68 км. Открит като околовръстен път, днес е модернизиран с изграждането на трета лента в Северозападен квадрант (от Виа Аурелия до Виа Салария) и с изграждането на нови кръстовища в близост до Монтепакато (подселище на Рим) и римските квартали Казал дел Мармо, Трионфале и Буфалота.
- Автомагистрала А91, т нар. „Автомагистрала Рим-Фиумичино“: свързва Рим с летище „Леонардо да Винчи“. Първоначално замислена като държавен път, тя е издигната в магистралата през 1969 г. и модернизирана след изграждането на новия панаирен център на Рим, разположен на половината път между Фиумичино и Гранде Ракордо Ануларе.

### Първостепенни междуградски пътища
От Кампидольо, следвайки първоначалното трасе, изградено от древните римляни, се отклоняват главните италиански държавни пътища, по-известни като Консулски пътища. Всеки от тях, излизайки от столицата, следва точно определена посока:
- на северозапад Виа Аурелия минава през северния бряг на Лацио, докосвайки туристическите курорти Ладисполи, Черветери, Санта Севера (подселище на Санта Маринела), Санта Маринела и Чивитавекия, преди да влезе в регион Тоскана и преди да стигне до градовете Ла Специя, Генуа, Савона, Империя, Санремо и до държавната граница с Франция във Вентимилия.
- на север Виа Касия докосва Регионалния парк на Вейо и езерото Брачано, преди да мине през Витербо, езерото Болсена, Вал д'Орча (долина), Сиена и Флоренция.
- на североизток се вият държавните пътища Виа Фламиния и Виа Салария, които стигат до Адриатическото крайбрежие на регион Марке; първият стига до Фано и Пезаро, минавайки през Терни, Сполето и Фолиньо, и през Апенините при планинската верига Сера ди Бурано и през Гола дел Фурло (пролом); вторият пресича Риети, Сабина и след това стига до Асколи Пичено и Сан Бенедето дел Тронто, минавайки през дивите Голе дел Велино (пролом), в подножието на Монте Терминило (планина) и следвайки хода на река Тронто, прекосява планините Сибилини.
- на изток Виа Тибуртина стига до Вила Адриана и Тиволи и, следвайки Долината на Аниене, пресича Марсика и Вале Пелиня, за да стигне до Киети и Пескара.
- държавните пътища Виа Казилина, Виа Тусколана и Виа Ананиня минават на югоизток; първият достига до Фрозиононе и равнината на Чочария, като преодолява Кастели Романи и планинската верига Монти Лепини на североизток; останалите два свързват столицата с Фраскати и Гротаферата, след като минават през източните покрайнини на Рим.
- на юг Виа Апия, най-дългият и най-старият консулски път, е свързваща артерия между Рим и Кастели Романи, Велетри, Агро Понтино, местността Самниум, регионите Базиликата и Пулия. Също толкова известна е оживената Виа Понтина, която се движи по южното крайбрежие на Лацио на фона на градовете Помеция, Априлия, Латина, Понтиния и Сабаудия.
- на югозапад Виа Остиензис достига брега на Тиренско море при Лидо ди Остия (подселище на Рим), след като прекосява Ачилия и Казал Палоко (подселища на Рим), и Остия Антика. Успоредно на морето Виа Севериана свързва Лидо ди Остия с Анцио, минавайки през крайбрежните селища Пратика ди Маре и Торваяника (подселища на Помеция), Тор Сан Лоренцо (подселище на Ардеа), Марина ди Ардеа, туристическите местности Лидо дей Пини и Лавинио Лидо ди Енеа.

Освен по-известните консулски пътища има други държавни пътища, които преминават през Метрополния град, са:
- Виа Брачанензе Клаудия (Via Braccianense Claudia) и новият държавен път Дуе бис Касия Вейентана (2bis Cassia Veientana), които предлагат алтернативни маршрути до езерото Брачано.
- SP 217 Виа дей Лаги (Via dei Laghi), която върви по източния бряг на езерата Албано и Неми.
- Виа Нетунензе (Via Nettunense), който свързва Марино с крайбрежното селище Анцио, минавайки през земеделската област Агро Романо и индустриалните райони на Санта Паломба, Помеция, Камполеоне (местност между Ланувио и Априлия) и Априлия.
- Виа Сублачензе (Via Sublacense), което следва хода на река Аниене и свързва Ровиано и Арсоли с планинския туристически район Алтипиани ди Арчинацо.
- Виа Карпинетана (Via Carpinetana), който свързва селищата по римския склон на планините Лепини: Сени, Монтеланико, Гавиняно и Карпинето Романо със селищата по слона към Латина: Маенца, Рокагорга и Приверно.
- SS 675 Умбро-Лациале в отсечката между пристанището на Чивитавекия и началото на Автомагистрала А12.
- SR 155 на Фиуджи, който от Фрозиноне достига държавния път Казилина близо до Сан Чезарео, минавайки през някои селища в Монти Пренестини като Олевано Романо, Дженацано, Каве, Палестрина и Дзагароло.
- Виа Ариана (SP 600), с дължина 19 км, който свързва Валмонтоне с Велетри, минавайки през Артена и Лариано.

### Летища и пристанища
Първото пристанище на Метрополния град, както и на регион Лацио, е пристанището на Чивитавекия, от което тръгват морските връзки с Малта, Испания, Сардиния, Сицилия и Тунис. Също толкова важно е пристанището на Фиумичино, разположено недалеч от Рим. Метрополният град участва в управлението на тези пристанища чрез представител, определен от Метрополния съвет, в рамките на Управителния комитет на Органа на пристанищната система на Централно-северно Тиренско море – държавният орган, който управлява пристанищата на Лацио от 1-ва и 2-ра класа (Чивитавекия, Фиумичино и Гаета).
От чисто туристическо значение са новото пристанище на Рим в Остия и пристанището на Анцио, от което е възможно да се стигне до Понтинския архипелаг, както и туристическото пристанище на Нетуно. Създаден през 1986 г., със своите 800 места за лодки, 14 кея и 3000 м кел, то постига целта си да бъде едно от най-големите туристически пристанища в Тиренско море.
Основното летище на столичния град е това на Фиумичино, посветено на паметта на Леонардо да Винчи, с почти 42 млн. пътници годишно. На второ място е летище „Джовани Батиста Пастине“ (познато като Рома Чампино) в югоизточните предградия, посещавано главно от нискотарифни авиокомпании и от 6 млн. пътници. Други граждански летища са летището Рома Урбе (на север от Рим) и това на Акуино.
От голямо значение са военните летища Марио де Бернарди в Пратика ди Маре – подселище на Помеция и Алфредо Барбиери в Гуидония Монтечелио.

## Галерия
- Виа Апия
- Неми
- Кулата Астура
- Изглед от провинцията